# Emil Hierhold
Emil Hierhold (* 24. September 1944) ist ein österreichischer Präsentations- und Rhetoriktrainer. Er gehörte zu den bekanntesten Trainern im deutschsprachigen Raum und hat mehrere Bestseller zu den Themen Präsentationstechnik, Kommunikation und Rhetorik geschrieben.

## Leben und Karriere
Nach einem Doktorat der Rechtswissenschaften arbeitete Emil Hierhold als Marketing- und Vertriebsleiter bei Unilever, Maresi und Pepsi in Österreich. Eine Schulung in Präsentationstechnik in den USA hat ihn 1984 dazu bewogen, selbstständiger Trainer für Präsentationstechnik zu werden.
Im Jahr 1990 gründete er  HPS - Hierhold Presentation Services, ein Spezialinstitut für Kommunikation, Präsentation und Rhetoriktrainings, das sich  zum europäischen Marktführer entwickelt hat. In den folgenden Jahren veröffentlichte er mehrere Bestseller: „Sicher präsentieren - wirksamer vortragen“, sein größter Bestseller, wurde über 10 Jahre mehrmals neu aufgelegt und ist noch heute Grundlage eines  Präsentationstrainings. Es folgten Bücher zu gewinnender Rhetorik „Gewinnend argumentieren: konsequent, erfolgreich, zielsicher“ und Verkaufspräsentationen „Verkaufspräsentationen - Selling to groups: In 6 Schritten Entscheidergruppen erfolgreich überzeugen.“, ebenfalls Grundlagen bis heute bestehender Trainings. Während seiner Zeit als Leiter des Instituts unterrichtete Emil Hierhold auch an der Technischen Universität Wien und an der Wirtschaftsuniversität Wien.
2002 verkaufte Emil Hierhold sein Institut und lebt seitdem mit seiner Frau mehrere Monate im Jahr in Südafrika.
2003 wurde Hierhold vom österreichischen Bundespräsidenten der Berufstitel „Professor“ verliehen. Er ist ebenfalls Träger der goldenen Ehrennadel der Österreichischen Werbewissenschaftlichen Gesellschaft.
2015 schrieb er sein letztes Buch ANTIaltRIN: Dr. Hierhold's Pseudotherapeuticum zur lachenden Bewältigung der Silbernen Lebenshälfte.

## Bücher (Auswahl)
- Sicher präsentieren - wirksamer vortragen. Ueberreuter, Wien 1992, ISBN 3-8000-9170-4
- mit Erich Laminger: Gewinnend argumentieren: konsequent, erfolgreich, zielsicher. Ueberreuter, Wien 1005, ISBN 3-7064-0175-4
- Sicher präsentieren - wirksamer vortragen: neue Strategien, Taktik, Tips und Tricks für den überzeugenden Auftritt, Ueberreuter Wien 1996
- Sicher präsentieren - wirksamer vortragen. Tips und Tricks für den überzeugenden Auftritt - Neue Visualisierungs- und Gestaltungsideen, Ueberreuter Wien 2000, ISBN 3-7064-0666-7
- Verkaufspräsentationen - Selling to groups: In 6 Schritten Entscheidergruppen erfolgreich überzeugen. Ueberreuter, Wien 2002, ISBN 3-7064-0288-2
- Sicher präsentieren, wirksamer vortragen. Ueberreuter, Wien 2005, ISBN 3-636-01244-4
- ANTIaltRIN: Dr. Hierhold's Pseudotherapeuticum zur lachenden Bewältigung der Silbernen Lebenshälfte, Wien 2015, ISBN 978-3-200-04068-7